# Pluskowęsy (gromada w powiecie toruńskim)
Pluskowęsy – dawna gromada, czyli najmniejsza jednostka podziału terytorialnego Polskiej Rzeczypospolitej Ludowej w latach 1954–1972.
Gromady, z gromadzkimi radami narodowymi (GRN) jako organami władzy najniższego stopnia na wsi, funkcjonowały od reformy reorganizującej administrację wiejską przeprowadzonej jesienią 1954 do momentu ich zniesienia z dniem 1 stycznia 1973, tym samym wypierając organizację gminną w latach 1954–1972.
Gromadę Pluskowęsy z siedzibą GRN w Pluskowęsach utworzono – jako jedną z 8759 gromad na obszarze Polski – w powiecie toruńskim w woj. bydgoskim, na mocy uchwały nr 24/14 WRN w Bydgoszczy z dnia 5 października 1954. W skład jednostki weszły obszary dotychczasowych gromad Pluskowęsy, Zalesie, Kiełbasin i Mirakowo oraz miejscowość Morczyny z dotychczasowej gromady Sławkowo ze zniesionej gminy Chełmża w tymże powiecie. Dla gromady ustalono 21 członków gromadzkiej rady narodowej.
1 stycznia 1958 z gromady Pluskowęsy wyłączono wieś Kiełbasin, włączając ją do gromady Dźwierżno w tymże powiecie, po czym gromadę Pluskowęsy zniesiono, włączając jej (pozostały) obszar do nowo utworzonej gromady Chełmża tamże.